# 診療ガイドライン
診療ガイドライン（しんりょうガイドライン、英語: Medical guideline）とは、医療現場において適切な診断と治療を補助することを目的として、病気の予防・診断・治療・予後予測など診療の根拠や手順についての最新の情報を専門家の手で分かりやすくまとめた指針である。ガイドライン、ガイド、指針とも呼ばれる。1990年代以降に作成されるようになり、メタアナリシスやその次点のランダム化比較試験の証拠を強いものとして扱い、医学的な推奨事項をまとめたもの。

## 利用方法
根拠に基づく医療(EBM)を通じて診断・治療方針を決定する際には最新の医学研究の成果を知っておく必要があるが、医療従事者が全ての疾患について常に最新の知見を身に付けておくことは容易ではない。定期的に更新される診療ガイドラインがあれば、医療従事者間あるいは医療従事者・患者間でその内容に沿って診療方針を検討することができる。EBMが効率化できるだけでなく、同じ情報を全員がいつでも共有できるために医療の透明化も期待される。
一般には手順書として強制力を持つことは無く、患者の病状や治療環境など諸事情を総合的に検討した結果、ガイドラインの推奨を外れた診療を行うことも珍しくない。

## 変遷
古くから専門家のコンセンサスによる「手引書」は多数作成されてきたが、1990年代以降のEBMの普及に伴って最新の臨床研究に根拠を置くガイドラインが国内・海外共に増加しつつある。下記の外部リンクの様にそれらをまとめて検索・参照できるようなウェブサイトも整備されつつある。
類似する分野の職能団体によるガイドライン林立に対する批判もある。

## エビデンスの分類
近年に作成されたガイドラインが取り上げる知見は、その有効性に応じて、また根拠となる臨床研究のデザインに応じて、二元的に分類表示されることが多い。
- 有効性による分類
  - A 強く勧められる
  - B 勧められる
  - C 勧められるだけの根拠が明確でない
  - D 行わないよう勧められる

有効性による分類のことを、グレードとも呼ぶ。
- 研究デザインによる分類
  - I a 系統的レビュー・メタアナリシス
  - I b ランダム化比較試験
  - II a 非ランダム化比較試験
  - II b その他の準実験的研究
  - III 非実験的記述的研究 （比較研究、相関研究、症例対照研究など）
  - IV 専門科委員会や権威者の意見

研究デザインによる分類のことを、エビデンスレベルやレベルとも呼ぶ。若い番号ほど科学的根拠が強いとされる。

## 評価
診療ガイドラインの質などの評価には、世界的にAGREE（Appraisal of Guidelines for Research and Evaluation）チェックリストが使用されている。6領域23項目を4段階評価する。外部サイトの診療ガイドラインの活用とポイント（pdf）が参照になる。

## 日本
日本においては、厚生省による検討会が実施された。
- 1996年の第1期の「医療技術評価のあり方に関する検討会」では、各国の医療技術評価（health technology assessment:HTA）が紹介された。
- 1998年の第2期の「医療技術評価推進検討会」では、診療ガイドラインの作成の推奨と、優先される疾患が検討された。
- 1999年4月より、診療ガイドラインを2年で作成する計画が、5つの診療ガイドラインで開始され、2000年には12つの診療ガイドラインが作成された。

そして、国立公衆衛生院にEBMセンターを設置し、ガイドラインやコクランライブラリーの翻訳を掲載するという計画が決まった。しかし、日本医師会からの要望で自民党が反対し、EBMと透明性のあるガイドラインの公開の理解を広めるプロセスが加わり、計画は3年遅れ、最終的に2004年に日本医療機能評価機構にMinds（Medical Information Network Distribution System）ができ、ガイドラインが収録された。

## 高齢者医療において
高齢者を対象とした診療ガイドラインは十分に確立されておらず、若年者を対象とする診療ガイドラインを適用しても良好な結果が得られないことがあり、加齢に伴う生理的な変化にも配慮する必要がある。